# Жозе Карлус Пачі
Жозе Карлус Пачі (порт. José Carlos Pace; 6 жовтня 1944, Сан-Паулу — 18 березня 1977, Сан-Паулу) — бразильський автогонщик. Він брав участь в 73 Гран-прі Формули 1, починаючи з 4 березня 1972 року. Він виграв один Гран-прі, 6 разів досяг подіуму та набрав 58 очок. Він загинул в авіакатастрофі на початку 1977 року. Зараз його іменем названий Автодром Жозе Карлуса Пачі (раніше Інтерлагус) у місті Сан-Паулу, де щороку проводиться Гран-прі Бразилії.